# Ashigara (1928)
Ashigara (jap. 足柄) – ciężki krążowniki typu Myōkō należący do Japońskiej Cesarskiej Marynarki Wojennej. Pozostałymi okrętami należącymi do tego typu były: „Myōkō” (妙高), „Nachi” (那智) i „Haguro” (羽黒). Jego nazwa pochodzi od góry znajdującej się na granicy prefektur Kanagawa i Shizuoka, znanej także jako góra Kintoki.
Wyporność okrętów tego typu wynosiła 13 500 t, a ich długość 201 m. Były w stanie rozwinąć prędkość do 36 węzłów (67 km/h) i przenosić dwa wodnosamoloty, a ich uzbrojenie składało się z dziesięciu dział 203 mm w pięciu dwudziałowych wieżach. Stępkę pod „Ashigarę” położono w stoczni Kawasaki w Kobe 11 kwietnia 1925 roku. Wodowanie odbyło się 22 kwietnia 1928 roku, a przyjęcie do służby w Cesarskiej Marynarce 20 sierpnia 1929 roku.

## Służba
Podczas II wojny światowej wziął on udział w inwazji na Filipiny w grudniu 1941 roku. Brał on także udział w bitwie na Morzu Jawajskim 1 marca 1942 roku i uczestniczył w zatopieniu krążownika HMS „Exeter” i niszczyciela HMS „Encounter”.
Pomiędzy 1942 a 1944 rokiem był przydzielony do obowiązków straży oraz transportów żołnierzy i nie uczestniczył w żadnych akcjach bojowych.
Podczas bitwy w zatoce Leyte 24 października 1944 roku pod dowództwem komandora Hayao Miura został przydzielony do sił wiceadmirała Kiyohide Shima składających się z krążownika „Nachi” i ośmiu niszczycieli. 25 października siły te wpłynęły do cieśniny Surigao po tym jak 1. Grupa Uderzeniowa admirała Shōji Nishimury została zniszczona. „Nachi” i „Ashigara” odpaliły swoje torpedy i później się wycofały („Nachi” został uszkodzony w wyniku kolizji z „Mogami”).
W grudniu 1944 roku „Ashigara” wziął udział w próbnym ataku na amerykańskie przyczółki na Mindoro na Filipinach razem z krążownikiem „Ōyodo” i niszczycielami „Kiyoshimo”, „Asashimo”, „Kasumi”, „Kaya”, „Kashi” i „Sugi”. 26 grudnia został on zaatakowany przez samoloty amerykańskie i został trafiony bombą 227 kg (500-funtową), ale był w stanie zaatakować amerykański przyczółek 27 grudnia.
8 czerwca 1945 roku „Ashigara” wypłynął z Batawii w kierunku Singapuru wraz z 1600 żołnierzami na pokładzie, eskortowany przez niszczyciel „Kamikaze”. W cieśninie Bangka obydwie jednostki zostały zaatakowane przez trzy alianckie okręty podwodne USS „Blueback”, HMS „Trenchant i HMS „Stygian”. „Kamikaze” zaatakował HMS „Trenchant” ogniem artyleryjskim, zmuszając go do zanurzenia się, a następnie bombami głębinowymi. Jednak komandor Arthur Hezlet (dowódca HMS „Trenchant”) zauważył „Ashigarę” i odpalił w jego kierunku osiem torped o godz. 12:15. „Ashigara” został trafiony przez pięć torped z odległości ok. 3700 metrów i zatonął o 12:37. „Kamikaze” uratował 400 żołnierzy i 853 członków załogi, w tym komandora Miura.